# Asparagus confertus
Asparagus confertus är en sparrisväxtart som beskrevs av Kurt Krause. Asparagus confertus ingår i släktet sparrisar, och familjen sparrisväxter. Inga underarter finns listade i Catalogue of Life.